# 韋弗鎮區 (愛荷華州洪堡縣)
韋弗鎮區（英語：Weaver Township）是位於美國愛荷華州洪堡縣的一個行政鎮區。

## 地方資料
根據2010年美國人口普查的數據，韋弗鎮區的面積為93.00平方千米，當中陸地面積為93.00平方千米，而水域面積為0.00平方千米。當地共有人口508人，而人口密度為每平方千米5.46人。